# Walter Bösch
Walter Bösch (* 13. September 1940 in Lustenau) ist ein österreichischer Politiker (SPÖ) und ehemaliger Richter. Bösch war vom Vorarlberger Landtag entsandtes Mitglied des österreichischen Bundesrats in den Jahren 1974–1989 und Landtagsabgeordneter von 1991 bis 1994.

## Leben und Wirken
Walter Bösch wurde am 13. September 1940 in Lustenau geboren. Nach erfolgreichem Abschluss der Pflichtschulen absolvierte er eine Lehre als Maler. Von 1961 bis 1966 besuchte er in weiterer Folge die Arbeitermittelschule in Innsbruck und begann anschließend ein Studium der Rechtswissenschaften an der Universität Innsbruck. Im Jahr 1970 schloss er sein Studium mit der Promotion zum Doktor der Rechte (Dr. iur.) ab und trat 1971 in den Gerichtsdienst ein. Noch im selben Jahr wurde Bösch Vorsitzender der SPÖ-Ortsorganisation in Lustenau. 1974 wurde Walter Bösch zum Bezirksrichter ernannt. Am 4. November 1974 wurde er erstmals vom Vorarlberger Landtag als Mitglied des österreichischen Bundesrats nach Wien entsandt, wo er bis zum 23. Oktober 1989 Parlamentarier blieb. Während dieser Zeit war er im Jahr 1984 Ersatzmitglied der österreichischen Delegation bei der Parlamentarischen Versammlung des Europarats. Im Jahr 1991 wurde Bösch Abgeordneter zum Vorarlberger Landtag in dessen 25. Gesetzgebungsperiode, die bis 1994 dauerte.
Walter Bösch ist nach wie vor Mitglied der Lustenauer Gemeindevertretung und hier seit 2015 Vorsitzender des Prüfungsausschusses.

## Auszeichnungen
- 1983: Großes Silbernes Ehrenzeichen für Verdienste um die Republik Österreich[1]